# Рабочая улица (Подольск)
Рабочая улица — улица в Центральном районе города Подольска, недалеко от одноимённой железнодорожной и автостанции. В царской России называлась Каноныкинской улицей (по фамилии купцов занимавших важное положение в становлении Подольска).

## Описание
Рабочая улица берет свое начало от перекрестка с круговым движением на улице Комсомольская, рядом с Центральным городским рынком. Далее улица уходит в Северо-восточном направлении и заканчивается на пересечении с улицей Ульяновых и Мраморной улицей.
Рабочую улицу пересекают улица Февральская, Революционный проспект и улица Ульяновых. Справа по ходу движения от начала улицы примыкают улица Дружбы, улица Пантелеева, Кооперативнный проезд, улица Барамзиной, проезд Горпарка и улица Дзержинского. С левой стороны по ходу движения от начала улицы примыкает Парадный проезд.
Нумерация домов начинается со стороны Комсомольской улицы.
На всем своем протяжении Рабочая улица является улицей с двухсторонним движением.
Почтовый индекс улицы Рабочей в городе Подольск: 142100 и 142116.

## Примечательные здания и сооружения
- Дом культуры имени Лепсе (Революционный проспект, дом 27). Ранее учреждение относилось к машиностроительному заводу имени Калинина. Автором проекта строительства Дома культуры является архитектор Илларион Александрович Иванов-Шиц[7]. Здание было построено в начале 1920-х годов. Здание Дома культуры является архитектурным памятником прошлого века стиля конструктивизм.
- Памятник Виктору Васильевичу Талалихину (в парке культуры и отдыха имени Талалихина — улица Рабочая, владение 5)[8]. Памятник был установлен в 9 мая 1960 году на территории одноимённого парка. Виктор Васильевич Талалихин — герой Советского Союза, летчик, совершивший в 1941 году ночной таран немецкого бомбардировщика. Памятник выполнен по проекту белорусского архитектора Заира Исааковича Азгура, совместно с архитектором Л. П. Земсковым.
- Памятник Михаилу Юрьевичу Лермонтову (в парке культуры и отдыха имени Талалихина — улица Рабочая, владение 5). Памятник представляет собой стелу из латуни и бронзовую скульптуру поэта (уникальная технология). Памятник Лермонтову был открыт 12 сентября 2015 года, это был подарок городу Подольску на год литературы в России. Проект памятника был разработан архитектором, заслуженным художником России Иваном Коржевым[9].
- Парк культуры и отдыха имени Талалихина (улица Рабочая, владение 5). Ранее на территории парка располагались Добрятинские княжеские леса. В XIV веке здесь процветало пчеловодстиво. Идейным вдохновителем и организатором парка стал московский генерал-губернатор Арсений Андреевич Закревский, при котором были разбиты первые парковые аллеи[10]. Общественно доступным парк становится в 1896 году, здесь проводятся праздники и танцевальные вечера, на которые съезжаются даже гости из Москвы. В советский период парк расширился, построена деревянная эстрада, для выступления ансамблей самодеятельности. В 1928 году проведена реконструкция, в результате которой летний театр расширился и стал вмещать около 5000 зрителей. Решение о присвоении парку имени героя Советского Союза, летчика Виктора Васильевича Талалихина было принято в 1959 году. После распада Советского Союза, в тяжелые 90-е годы прошлого века парк пришёл в упадок, территория была запущена. В целях сохранения памятника ландшафтной архитектуры в 2006 году Администрацией Подольска было принято решение о проведении реконструкции. В 2006—2011 годах был проведен первый этап реконструктивных работ, начиная с 2012 года осуществляются работы второго этапа.
- Воскресенская церковь (улица Красная, дом 24). Храм имеет большую историю (по некоторым источникам со времен правления Ивана IV-Ивана Грозного). Прежняя деревянная церковь в результате пожара сгорела в начале 1730-х годов, на её месте был возведен храм из камня с приделом святителя Николая Чудотворца. В результате преобразования села Подол в город, Воскресенская церковь стала главным храмом Подольска[11]. От разграбления храма в ходе событий Отечественной войны 1812 года спас священник Феофилакт Иванов. В 1818 году было принято решение о строительстве в Подольске нового каменного храма во имя Святой Троицы. В связи со строительством нового храма значение Воскресенской церкви заметно упало, здание обветшало и пришло в упадок. Со временем состояние храма ухудшилось до аварийного в 1839 году, а в 1847 году епархиальное начальство запретило проведение богослужения. В 1853—1854 годах проводились работы по реставрации Воскресенской церкви, храм был освящен и возобновил свою деятельность. В Советский период, в церкви было проведено изъятие ценностей, а в 1929 году храм закрыли и передали здание для размещения краеведческого музея. В период Великой Отечественной войны и после неё в храме была оборудована мастерская по ремонту танков и гараж для техники. Только в 1994 году было принято решение о восстановлении храма и проведении реставрационных работ, которые были закончены в 1999 году. 31 октября 1999 года, церковь была освящена и возобновилась полноценная деятельность, с проведением богослужений.
- Площадь Славы, с расположенным на ней «вечным огнем» (ограничена улицей Красная, улицей Карла Маркса, улицей Рабочая и Революционным проспектом). Изначально, площадь носила название «Площадь имени 50-летия Октября», а в 2010 году властями было принято решение о переименовании. На площади размещен архитектурно-скульптурный ансамбль, а также установлен памятник воинам-подольчанам, погибшим в период Великой Отечественной войны. в 2010 году, после проведения реконструкции в архитектурно-скульптурный ансамбль добавлена композиция, посвященная труженикам тыла. Также за «Вечным огнем» расположен сквер Воинов-интернационалистов, с памятником, погибшим в Афганистане и Чечне.

## Транспорт
По улице осуществляется движение общественного транспорта. По улице Рабочая проходят автобусные маршруты № 4, № 6, № 23, № 37К, № 63.